# مايكل نيوتن
مايكل نيوتن (بالألمانية: Michael Newton) (1931 – 2016 م) هو مؤلف، وعالم، وعالم نفس، وكاتب أمريكي، ولد في هوليوود، توفي في غراس فالي، نيفادا، كاليفورنيا، عن عمر يناهز 85 عاماً.